# Archosaurus rossicus
Archosaurus es un género extinto de reptil carnívoro arcosauriforme. Vivió durante el Pérmico, en Rusia y Polonia. Es uno de los primeros arcosauriformes que se conocen. Tenía el maxilar superior más largo que el inferior y las extremidades arqueadas.

## Descripción

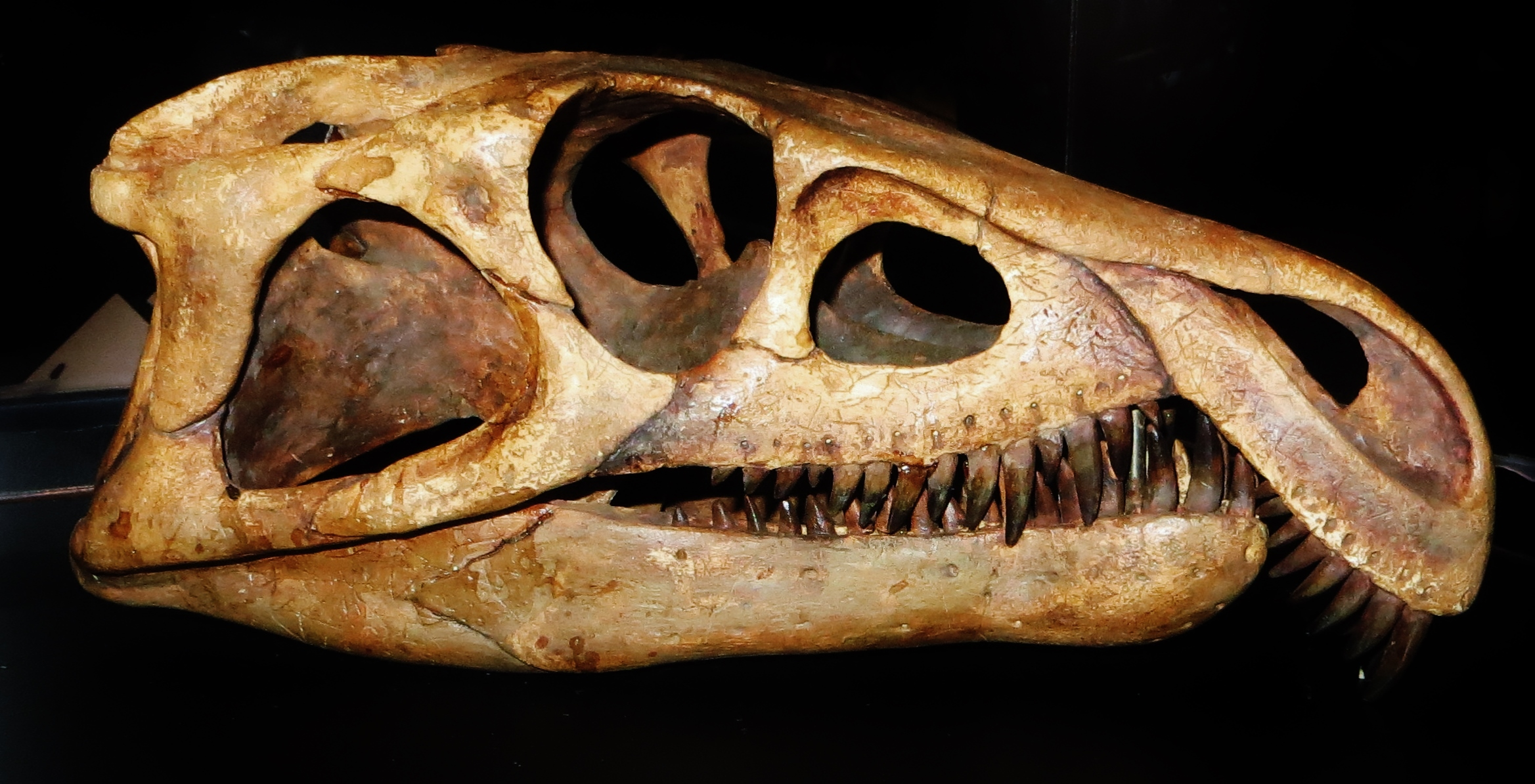
Fósil de Archosaurus, en el museo Dinosaurium, Praga.

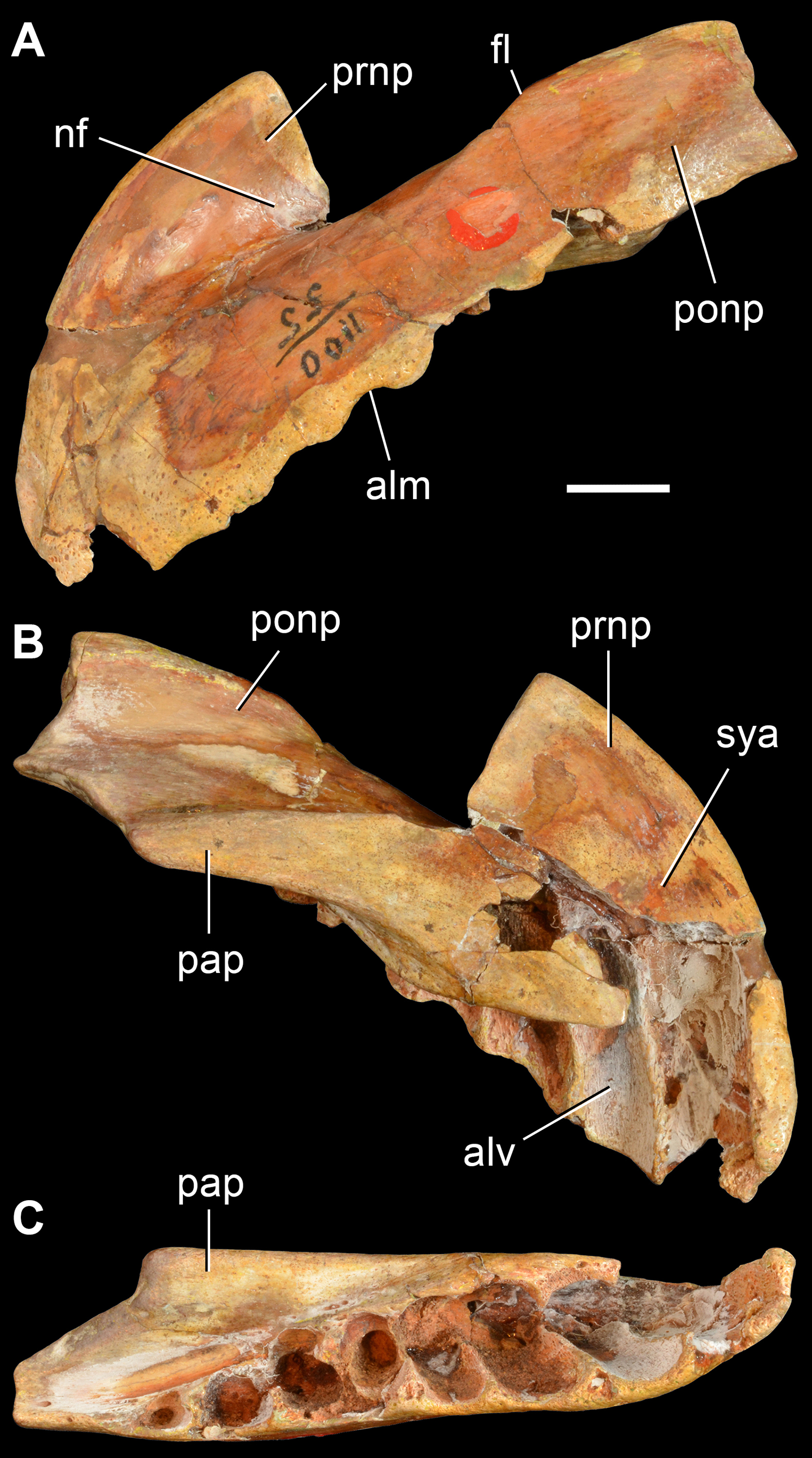
Fósil holotipo de Archosaurus rossicus.

Archosaurus es conocido solo por restos muy incompletos, incluido un cráneo parcial; pero con estos fósiles, se puede saber, como pudo haber sido el animal, gracias a la comparación con fósiles de animales similares mejor conocidos como Proterosuchus. Se supone que Archosaurus era de postura cuadrúpeda similar a la de un cocodrilo, desde el cráneo relativamente bajo y tiene un perfil arqueado en la región de la nariz, debido a premascella curvada hacia abajo.

## Clasificación
Archosaurus es conocido clásicamente como el arcosaurio más antiguo; en realidad, en la actualidad no se considera un arcosaurio real, sino una forma más basal. En cualquier caso, este animal es la prueba más importante de que los arcosauriformes vivieron durante el Pérmico. Archosaurus es considerado el más antiguo y más primitivo entre los proterosúquidos, un grupo de reptiles parecidos a los cocodrilos con una curva característica única de ellos, en el Hueso incisivo, que se considera actualmente como un grupo parafilético, o una serie de formas evolucionó gradualmente hacia una mayor Arcosauriformes más derivados.
Fue descrito por primera vez en 1960, los restos de Archosaurus fueron descubiertos en la Rusia europea; después otros restos fueron asignados con cierta duda al género Archosaurus hallados en Polonia.

## Literatura
- Tatarinov, LP, 1960 Otkrytie pseudozhukhii verkhnei v permi SSSR: Paleontologischeskii Zhurnal, 1960, no. 4, p. 74-80.
- DJ Gower y AG Sennikov. 2000 Los primeros arcosaurios de Rusia. En MJ Benton, MA Shishkin, DM Unwin & EN Kurochkin (eds.), La Era de los Dinosaurios en Rusia y Mongolia. Cambridge University Press, Cambridge 140-159
- Sennikov AG y VK Golubev. 2006 Vyazniki Biótica El montaje de la Terminal del Pérmico. Paleontológico Diario 40 (supl 4.): S475-S481